# Florent Beeckx
Florent Gommarus Beeckx, né le 27 octobre 1869 à Tamise et y décédé le 18 novembre 1937 fut un homme politique belge catholique. 
Beeckx fut industriel.
Il fut élu conseiller communal (1932-) et échevin de Tamise; député de l'arrondissement de Saint-Nicolas, en suppléance de Louis Herbert (1929-1936), sénateur de l'arrondissement de Termonde-Saint-Nicolas (1936-mort).

## Sources
- Bio sur ODIS